# Pseudophegopteris persimilis
Pseudophegopteris persimilis är en kärrbräkenväxtart som först beskrevs av Bak., och fick sitt nu gällande namn av Holtt. Pseudophegopteris persimilis ingår i släktet Pseudophegopteris och familjen Thelypteridaceae. Inga underarter finns listade.